# Холинолитические средства
Холинолитические (антихолинергические, холиноблокаторы) средства — вещества, блокирующие естественный медиатор ацетилхолин, подменяя его собой при попадании в организм ввиду высокого сродства к холинергическим рецепторам мозга.
В зависимости от рецепторов, на которые воздействуют холинолитические средства, различают м-холиноблокаторы и н-холиноблокаторы (см. мускариновый ацетилхолиновый рецептор и никотиновый ацетилхолиновый рецептор).
К холинолитическим средствам относят тропановые алкалоиды (атропин, скополамин и гиосциамин), содержащиеся в дурмане, красавке, белене, мандрагоре, скополии, дубоизии и в некоторых других растениях, а также антигистаминные препараты (прометазин, дифенгидрамин и др.) и некоторые лекарства для лечения паркинсонизма и других экстрапирамидных расстройств (например, тригексифенидил, известный под торговым наименованием «Циклодол»).
Атропиносодержащие препараты влияют главным образом на периферические холинорецепторы. Лекарства для лечения паркинсонизма вызывают и центральный, и периферический холинергический эффект. Некоторые антигистаминные средства вызывают центральный и периферический холинолитический эффект.

## Фармакология и значение в медицине
Холинолитические препараты применяются для лечения экстрапирамидных расстройств (в том числе вызванных нейролептиками). Также некоторые из них применяются при болезни Паркинсона, болезни Литтла, спастических параличах, парезах пирамидного характера, при ряде заболеваний, связанных с повышением тонуса скелетной мускулатуры, при язвенной болезни желудка и двенадцатиперстной кишки, при бронхиальной астме.
Кроме того, они используются при гиперактивном мочевом пузыре, хотя эффективность их при этом расстройстве очень сомнительна, что показал кокрановский обзор. Разница между действием этих препаратов и действием плацебо в клинических испытаниях малосущественна и может объясняться существенными побочными эффектами, которые препятствуют ослеплению и могут приводить к смещению оценки в пользу препарата по сравнению с плацебо. Также известно, что один из антихолинергических препаратов, троспия хлорид, может усугублять проблемы с мочеиспусканием.

## Список препаратов
Антихолинергики
Тропановые алкалоиды
- Атропин
- Скополамин
- Гиосциамин

М- и н-холиноблокаторы
- Тригексифенидил (циклодол)
- Апрофен (тарен)
- Тропикамид
- Акинетон (Биперидена гидрохлорид)
- Амизил (Бенактизин)
- Амедин (Amedinum)
- Гидроксизин (Атаракс)

Другое
- Бензидамин
- Дицикломин
- Амитриптилин

Антигистаминные
- Дифенгидрамин (димедрол)
- Дименгидринат (драмина)
- Доксиламин
- Циклизин[англ.]
- Меклозин[англ.]

Дизамещённые эфиры гликолевой кислоты
- Дицикломин
- Хинуклидил-3-бензилат
- Бенактизин
- N-этил-3-пиперидил-бензилат[англ.]
- N-метил-3-пиперидил-бензилат[англ.]
- EA-3167
- Дитран[англ.]

## Побочные эффекты
К побочным эффектам средств с холинолитическим действием относятся затруднённое мочеиспускание (атония мочевого пузыря), запоры (атония кишечника), сухость во рту, нечёткость зрения (нарушения аккомодации глаза), двоение в глазах, мидриаз, «сухой» конъюнктивит, повышение внутриглазного давления (с риском развития острых приступов закрытоугольной глаукомы), уменьшение потоотделения, тахикардия, ахалазия пищевода, угнетение перистальтики кишечника, расстройства эякуляции и нарушение эрекции (у мужчин), аноргазмия (у женщин), нарушения акта глотания, головокружение. Центральное антихолинергическое действие проявляется нарушением внимания, памяти, общим торможением ЦНС. Возможны сонливость, спутанность сознания, развитие делирия, развитие антихолинергического синдрома.
В редких случаях при приёме средств с холинолитической активностью возможно развитие калового завала, кишечной непроходимости и функциональной обструкции мочевого пузыря. Нераспознанная кишечная непроходимость может привести к смерти. Из-за расстройств терморегуляции, вызываемых средствами с антихолинергической активностью, в жаркую погоду возможен тепловой удар.

## Злоупотребление холинолитиками
Холинолитики могут вызывать эйфорию, психотомиметический и галлюциногенный эффекты. Злоупотребление холинолитиками часто встречается в наркологической практике.
При дозировке холинолитиков, превышающей терапевтические, могут возникать следующие психические эффекты: зрительные галлюцинации (реже слуховые), бредовые представления, психомоторное возбуждение, дезориентировка в среде. Благодаря этим эффектам эти вещества используются некоторыми людьми с рекреационными целями, чаще всего подростками. Также при интоксикации холинолитиками наблюдаются мидриаз, инъецированность склер, сухость кожи, повышенный мышечный тонус, задержка мочеиспускания, тахикардия, гипертермия.

### Злоупотребление циклодолом
Из всех антипаркинсонических препаратов наиболее часто в рекреационных целях используется циклодол.
При приёме дозы, превышающей терапевтическую в 3—4 раза, интоксикация может ограничиваться эйфорией, болтливостью, лёгкими слуховыми и зрительными галлюцинациями через 20—30 минут после употребления. Делирий в этом случае не наступает
При приёме дозы, значительно превышающей терапевтическую дозу препарата, наблюдаются 4 фазы острой интоксикации:
- Эйфорическая фаза

Проявляется в повышении настроения, приятном самочувствии, чувстве невесомости тела, теплоты. Музыка и звуки воспринимаются более ярко и чётко. Длительность: 30—40 минут.
- Фаза суженного сознания или оглушённости

Появляется заторможенность, вялость мыслей, головокружение, небольшие изменения в зрительном восприятии, желание прилечь. Фаза суженного сознания наступает через 40—45 минут после приёма и длится от 2 до 3 часов.
- Галлюцинаторная фаза

В этой фазе сначала появляются лёгкие звуковые галлюцинации в виде щелчков, а затем красочные зрительные галлюцинации (и связанные с ними слуховые), дереализация. Длительность фазы — 2—3 часа.
- Фаза выхода

Ощущается усталость и тяжесть в теле (астенизация).
Абстинентный синдром возникает у лиц, активно употребляющих циклодол более 1—1,5 года в высоких дозировках, и развивается на следующие сутки после прекращения приёма препарата. Проявляется синдром в виде чувства слабости, боли в мышцах, раздражительности, дисфории, неусидчивости, беспокойства и тревожности. Возникает тремор всего тела, непроизвольные подёргивания мышц. Длительность абстинентного синдрома — 1—2 недели, нормализация функций организма может затянуться до 2 месяцев.

### Злоупотребление димедролом
Димедрол — антигистаминное средство, оказывающее центральное холинолитическое действие.
2—3 таблетки по 50 мг при приёме вместе с алкоголем могут усилить опьянение и вызывать последующий наркотический сон. Бо́льшие дозы вызывают делирий, схожий с циклодоловым.

### Злоупотребление дурманом

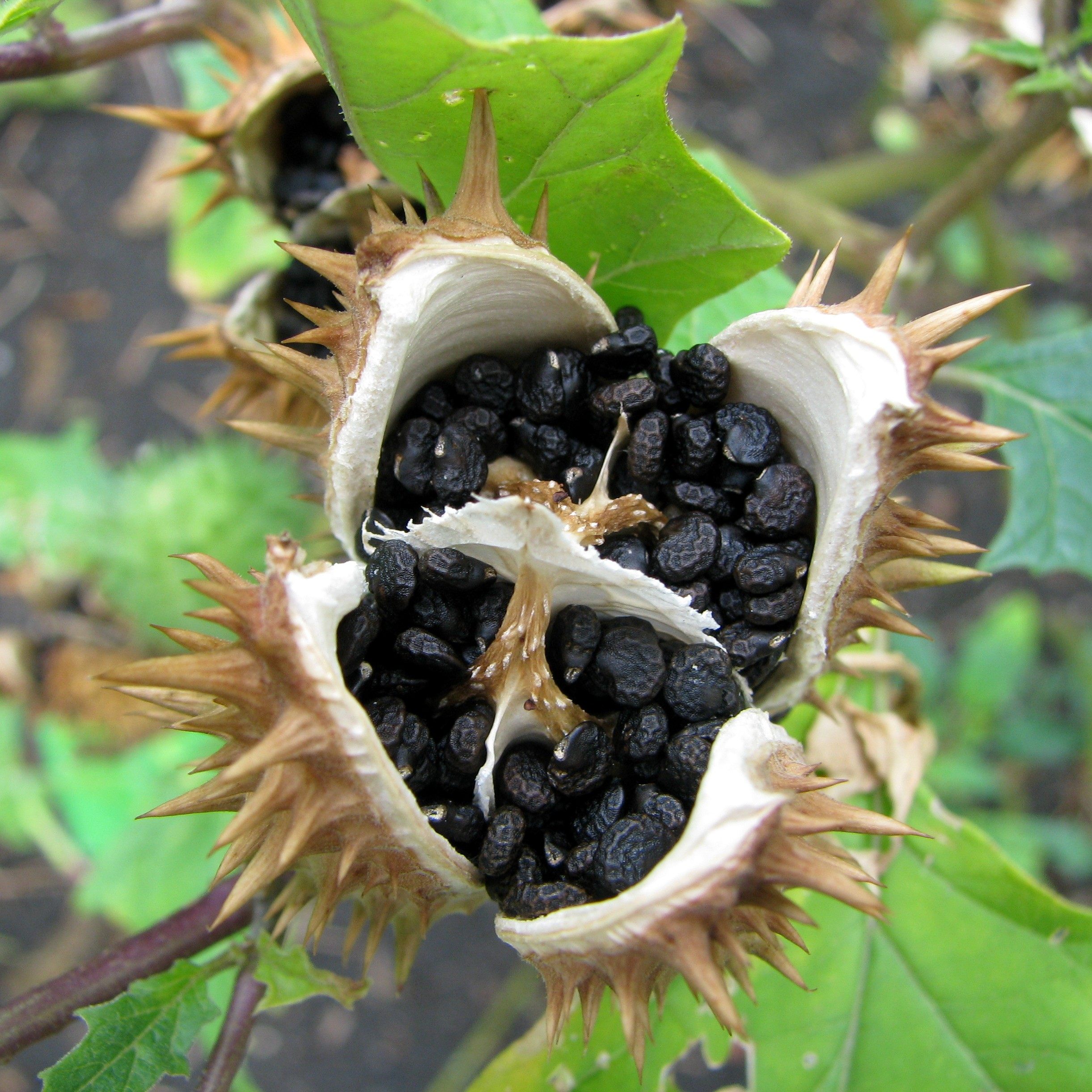
Семена дурмана

Содержание алкалоидов тропанового ряда, главным образом гиосциамина в семенах составляет 0,22 %. Действие 10—15 семян обычно вызывает гипоманию и лёгкую эйфорию. При этом на физическом уровне они вызывают тошноту и рвоту, боль в животе, тахикардию, шум в голове, жар.
При употреблении 15—25 семян возникает делирий. Могут наблюдаться изменение схемы тела, метаморфопсии, зрительные и слуховые галлюцинации, дурашливость. Психотическое состояние на физическом уровне сопровождают жар, цианоз губ, гиперемия лица. Пульс — 110—120 ударов в минуту. Длительность психоза — около суток. Несколько дней может сохраняться расстройство зрения (паралич аккомодации).

### Злоупотребление тареном
Нелегальным образом тарен (апрофен) применяется в качестве галлюциногена. При применении без медицинских показаний препарат вызывает делирий, что обеспечивает спутанность сознания, провалы в памяти и наличие ярких зрительных, слуховых и тактильных галлюцинаций. При этом тарен (апрофен) не вызывает физическую или психическую зависимость и привыкание.